# Submarino pr 617
La soviética clase Proyecto 617 consta de un único submarino experimental, el S-99 (en ruso : С-99 ). Conocida en occidente por el código OTAN clase Whale (ballena), está impulsado por una turbina Walter alimentada por peróxido de hidrógeno.
No confundir la clase Whale con los submarinos Kit, también ballena pero en ruso.

## Diseño
Como botín de guerra al finalizar la Segunda Guerra Mundial, los estudios alemanes sobre submarinos con plantas motrices de turbinas de vapor o gas se dividieron entre los aliados. La URSS recibió material de la oficina de diseño "Glyukauf". En 1946 la oficina de diseño 18 (CDB-18) basándose en la documentación del tipo XXVI desarrollo el Proyecto 616. La velocidad obtenida de 19 nudos sumergido y una reserva de flotabilidad 10% fueron evaluados como un buen resultado, pero no suficiente, lo que ocasionó el diseño de un nuevo proyecto, el pr 617, de 1949 hasta 1951 en Leningrado. En 1947 se decidió crear en Alemania una oficina de diseño especial, para recuperar los trabajos de Hellmuth Walter sobre propulsión con turbina de vapor y gas. Al mismo tiempo, el CDB-18 comenzó a desarrollar el proyecto 617 empleando componentes capturados. Las partes que faltan se prevé la creación por la industria nacional. Para el desarrollo de la planta motriz se creó una oficina de diseño especial, la SKB-143, bajo la dirección de А. А. Антипина. Los estudios experimentales se realizaron en taller n.º 196 "Sudomech" especialmente modificado.

## Configuración

### Casco
Las formas estaban diseñadas para ofrecer muy baja resistencia al flujo, el contorno de la parte trasera copia el diseño del alemán tipo XXVI. La torre fue diseñada en este sentido mucho más plana que los modelos contemporáneos y tenía bordes redondeados. Por la misma razón se omitió cualquier armamento de cubierta en forma de cañón de cubierta o cañones antiaéreos, con lo que la forma del casco era muy limpia.
Tiene un doble casco, con una flotabilidad del 28%. La división del casco de presión en 6 compartimientos proporcionan flotabilidad en caso de inundación de cualquier compartimiento. Del proyecto alemán se tomaron: snorkel, tanques de purga del sistema principal, lastre para el escape del diésel, el sistema hidráulico del equipo en lugar de neumático, se instalaron compresor diésel para recargar el aire a alta presión.
El casco del submarino estaba dividido en seis secciones de proa a popa:
1. Sala de torpedos. Con 6 tubos lanzatorpedos y 6 torpedos de repuesto.
2. Baterías y tripulación. Batería con 26 celdas y 112 elementos. Camarotes de la tripulación
3. Sala de mando. Compartimiento refugio con mamparos esféricos. Puesto de mando, la cabina del comandante, disposiciones, sistemas hidráulicos.
4. Sala de motores diésel, generador diésel y equipos auxiliares. Consola de mando del motor de turbina
5. Sala de turbinas, sin ocupantes y sellada
6. Sala de máquinas eléctricas

### Propulsión
El motor principal era una turbina de vapor de 7.250 CV (5.330 kW). El vapor necesario se generaba según la idea de Walter mediante la descomposición del peróxido de hidrógeno. Este se almacenaba principalmente en recipientes de plástico especiales, ya que corroía los materiales de los tanques normales.
Un motor diésel marino Tipo 8H-23/30 con 600 CV (441 kW) a 1000 revoluciones era la alternativa a la unidad principal. Consumía de combustible diésel y el oxígeno del aire para la propulsión o la electricidad para recargar las baterías. El submarino almacenaba 13,9 toneladas de combustible para el diésel.
También disponía de dos motores eléctricos, un PG-100 con 540 CV (397 kW) y un pequeño motor PG-105 de 140 CV (103 kW).

### Armamento
Disponía de seis tubos lanzatorpedos en proa de calibre 533 mm (21-pulg). Transportaba 12 torpedos: seis dentro de los tubos y otros seis en la sala de torpedos.

## Servicio en la Marina Soviética
El barco fue construido entre 1951 a 1952. En el verano de 1952 comenzaron las pruebas de la nave, que duró casi tres años debido al mal funcionamiento de los sistemas auxiliares y la eliminación de los defectos. El comandante era N. Simonov. En 1954, después de retirarse A A Antipin, el diseñador jefe del proyecto fue C. Kovalev. La Comisión para aceptar el submarino comenzó en abril de 1955. En mayo de 1956 el barco era una parte de la flota bajo la denominación S-99 (en ruso C-99). Se convirtió en el submarino soviético más rápido de la época, alcanzando de 20 a 22 nudos (37 a 41 km/h) sumergido. Sin embargo, a altas velocidades, genera un fuerte ruido, que desenmascara al barco y evita la operación regular del equipo de sonar.
Entre 1956 a 1959 forma parte de la flota del Báltico. En el período de 1956 a 1959 el S-99 realizó 98 salidas al mar, pasando por más de 6.000 kilómetros en la superficie y cerca de 800 millas bajo el agua, incluyendo 315 millas usando la turbina. En 1959, antes de reparaciones planificadas, el S-99 se utilizó para pruebas de turbina. El 17 de mayo de 1959 en barco llega hasta un lugar cerca de Liepaja para realizar navegación de entrenamiento con la turbina. El 19 de mayo de 1959 se realizaron con éxito pruebas a profundidades de 40 a 60 m. Pero hubo una explosión a 80 m el barco comenzó a hundirse con asiento a popa. El comandante, Comandante VP Ryabov, ordenó el soplado de emergencia del tanque de lastre principal. Hundido por entonces a 115 m de profundidad, el barco comenzaron a emerger. Durante el accidente, una gran contribución para salvar la nave hizo el jefe el quinto compartimento VP Karpov. La explosión causó en el casco un orificio de aproximadamente 80 mm de diámetro. El S-99 volvió a la base sin incidentes mediante las baterías. Tras investigar la causa del accidente, se consideró la descomposición explosiva de peróxido de hidrógeno iniciada por la contaminación externa de la válvula de la tubería de carga e impurezas. En el análisis del accidente confirmó la inherente seguridad en el diseño de los principios estructurales de flotabilidad. Según los expertos, el submarino alemán del tipo XXVI, que fue el prototipo del C-99, en un accidente similar se hubiera hundido.
Eliminar los efectos del accidente hubiese requerido una costosa reparación con sustitución PSTU que se consideró poco práctica, por lo que S-99 fue dado de baja y desguazado.